# Гражданска платформа „Българско лято“
Българско лято е гражданска платформа, основана през 2021 г. от Васил Божков.

## История
Гражданска платформа „Българско лято“ възниква по време на протестите от 2020 г. по идея на бизнесмена в изгнание Васил Божков. Учредена е официално на 4 януари 2021 г. Процесът е направен изцяло онлайн заради извънредната епидемична обстановка. В учредяването участват над 900 души, пише Божков в профила си във Фейсбук. Регистрацията на партията в съда е оспорена от прокуратурата и тя не успява да се яви на парламентарните избори от април. За мандатоносител е използвано Българското национално обединение, като печели 94 515 гласа или 2,91%. На предсрочните парламентарни избори през юли „Българско лято“ се явява официално сама.

## Участия в избори
| година     | избори           | гласове | %     | резултат |
| ---------- | ---------------- | ------- | ----- | -------- |
| април 2021 | Народно събрание | 94 515  | 2,91% | 0 / 240  |
| юли 2021   | Народно събрание | 49 833  | 1,80% | 0 / 240  |

- На изборите през април 2021 г. участва с мандатоносител Българско национално обединение.